# Sistema sanitario della Germania
Il sistema sanitario tedesco è un modello Bismarck basato principalmente su due tipi di assicurazione, una di base e obbligatoria, che copre l'80% della popolazione, composta da oltre mille casse non profit di libera scelta denominate Krankenkassen, l'altra privata, di cui usufruisce poco di più del 10% della popolazione e accessibile solo a chi ha un determinato livello di reddito. È ritenuta una delle sanità in Europa che lascia più libertà di scelta al paziente.

## Storia
Il sistema sanitario tedesco nasce nel 1883 con le riforme sociali di Otto von Bismarck ed era fondato sui principi di solidarietà, corporativismo e sussidiarietà, con l'obiettivo di realizzare l'intervento governativo solo per coloro che non potessero permettersi la sanità.
Negli anni '80 vengono introdotti i primi co-pagamenti per ridurre l'iperutilizzo della sanità quando non necessario e dal 2009 vi è la copertura universale per la popolazione.